# Pandanus congregatus
Pandanus congregatus är en enhjärtbladig växtart som beskrevs av Harold St.John. Pandanus congregatus ingår i släktet Pandanus och familjen Pandanaceae. Inga underarter finns listade.